# Littlehampton
Littlehampton, es un poblado ubicado en el distrito de Arun, en Sussex Occidental, Inglaterra. Tiene una población de aproximadamente más de 25,000 habitantes y en el área conurbada hay cerca de 55,000 habitantes, incluyendo otros poblados como Wick al noroeste, Lyminster al norte y Rustington al este. Es uno de los poblados más al oeste del área conurbada de Brighton/Worthing, una de las más pobladas en el Reino Unido, con más de 460,000 habitantes. El poblado está en las orillas de la desembocadura del Río Arun.

## Historia
Los primeros asentamientos humanos en Littlehampton se dan desde la era prehistórica. También se considera que es desde los tiempos del Imperio romano. El poblado se menciona en el Libro Domesday, al ser llamada como la pequeña aldea de "Hantone", se cree que en esos tiempos pudo haber sido una pequeña aldea pesquera. En un mapa francés del año 1100 aproximadamente, aparece bajo el nombre de "Hanton".
El pueblo fue cedido durante un tiempo a la Abadía de St. Martin de Seez hasta cerca del año 1400, cuando pasa a manos del Conde de Arundel y los Duques de Norfolk.

## Hermanamientos
- Durmersheim, Alemania
- Chennevières-sur-Marne, Francia